# Chris Mole
Christopher David "Chris" Mole (né le 16 mars 1958) est un homme politique du parti travailliste britannique, qui est député d'Ipswich de 2001 à 2010. Il est sous-secrétaire d'État parlementaire au ministère des Transports de 2009 à 2010. 

## Jeunesse
Mole fréquente le Dulwich College. Il obtient un diplôme en électronique de l'Université du Kent et déménage à Ipswich en 1981 pour travailler aux BT Laboratories à Martlesham Heath. Pendant ce temps, il occupe le poste de secrétaire de branche du syndicat BT puis appelé le STE. Il s'agit maintenant d'un syndicat interprofessionnel appelé Connect. 
Il est élu pour la première fois au Conseil du comté de Suffolk en 1985 et représente la circonscription centrale d'Ipswich pendant 18 ans. Il est vice-président de l'EEDA, l'agence de développement régional pour l'est de l'Angleterre, à partir de 1998 et est chef du conseil du comté de Suffolk à partir de 1993, jusqu'en 2001 et son élection en tant que député. Il est gouverneur de l'école primaire Handford Hall, Ipswich. 

## Carrière parlementaire
Au Parlement de 2001, Mole siège au comité restreint qui examine l'activité du vice-premier ministre, du comité spécial de la déréglementation et des affaires réglementaires et du comité mixte des textes réglementaires. Il oriente son projet de loi d'initiative parlementaire vers le Statut du livre, ce qui est devenu la loi de 2003 sur les bibliothèques de dépôt légal, étendant le concept de dépôt légal aux documents électroniques . 
Mole est nommé en juin 2005 au poste de secrétaire parlementaire privé (PPS) auprès du ministre des Gouvernements locaux Phil Woolas. Il démissionne de ce poste le 6 septembre 2006 après avoir signé une lettre appelant le Premier ministre Tony Blair à démissionner. Lorsque Gordon Brown devient Premier ministre, Mole devient PPS de John Healey, le ministre d'État du ministère des Communautés et des Gouvernements locaux le 28 juin 2007. Du 16 janvier 2007 au 20 août 2008, Mole est membre du Comité Science et Technologie . 
En octobre 2008, il est nommé whip adjoint du gouvernement travailliste et ministre régional adjoint avec Barbara Follett, ministre régionale de l'Est de l'Angleterre. Il est ministre pour la première fois lors du remaniement de juin 2009 lorsqu'il est nommé au ministère des Transports en tant que sous-secrétaire d'État parlementaire. 

## Vie privée
Il vit à East Ipswich avec sa femme Shona (née Gibb), analyste système pour BT à Ipswich, et leurs deux fils Edward (né en 1991) et Thomas (né en 1994). 
Depuis son départ de la Chambre des communes en 2010, Chris fait du bénévolat à la Ipswich and Suffolk Credit Union, devenant leur directeur général en juin 2011. 